# Big Beat Records
Big Beat Records est un label discographique américain, spécialisé dans le hip-hop, puis, à partir de 2010, dans la dance. Il est fondé en 1987 par Craig Kallman, actuel PDG d'Atlantic Records, qui a relancé le label.

## Histoire
Fondé comme label indépendant en 1987 par le disc jockey new-yorkais Craig Kallman, à cette période âgé de 22 ans, la société se situe initialement dans l'appartement des parents de Kallman. Après avoir atteint une certaine notoriété dans le scène dance, Doug Morris — ancien dirigeant d'Atlantic Records — amène Kallman et Big Beat chez Atlantic en 1991. Atlantic rachète les droits du label en 1992.
Bien que le label se centre principalement sur le genre house, la scène musicale new-yorkaise amène inévitablement Big Beat à adopter le genre hip-hop dans les années 1990. Il a également un sous-label appelé Turnstyle. En 1998, Kallman devient vice-président d'Atlantic. Les artistes et groupes de Big Beat incluent Lil' Kim (au label Undeas de Big Beat), Po' Broke & Lonely, Mad Skillz, Changing Faces, Robin S., Junior Mafia, Artifacts, art n' Soul, Jomanda, Double X Posse, Jody Watley, The Bucketheads, Jay Williams, David D'Or, et Quad City DJs.

## Renaissance
Big Beat est de nouveau lancé sous l'empreinte d'Atlantic dans le genre musical dance au début de 2010, avec Wynter Gordon, Chromeo, Chuckie, Knife Party, Martin Solveig, Teddybears, Sebastian, Icona Pop, Cash Cash et Skrillex dans ses rangs. Le musicien français David Guetta devient membre chez Big Beat en 2013 après le rachat de Parlophone par Warner Music Group.